# Výčapy-Opatovce
Výčapy-Opatovce (ungarisch Vicsápapáti) ist eine Gemeinde in der Westslowakei am Fluss Nitra gelegen.
Sie entstand nach 1882 durch die Vereinigung der Orte Opatovce (deutsch [Neutra-]Opatowitz) und Výčapy. Zwischen 1960 und 1994 war auch die Gemeinde Ľudovítová ein Teil der Gemeinde.
Hier liegt ein Gräberfeld der Nitra-Kultur.

## Bevölkerung
| Jahr                | 1994 | 2004    | 2014    | 2024    |
| ------------------- | ---- | ------- | ------- | ------- |
| Anzahl der Personen | 2151 | 2125    | 2188    | 2137    |
| Unterschied         |      | −1,20 % | +2,96 % | −2,33 % |

| Jahr                | 2023 | 2024    |
| ------------------- | ---- | ------- |
| Anzahl der Personen | 2153 | 2137    |
| Unterschied         |      | −0,74 % |